# Anna and the King
Anna and the King (Anna y el rey en Argentina; Ana y el rey en España) es una película de 1999 basada en las memorias de Anna Leonowens, una maestra inglesa, sobre sus experiencias en Siam, hoy Tailandia, en el siglo XIX. La película es un remake de El rey y yo, pero ambas películas difieren en muchos aspectos, al igual que con el musical El rey y yo.
El filme fue dirigido por Andy Tennant y protagonizado por Jodie Foster y Chow Yun-Fat. Estuvo nominada a los Premios Oscar en el 2000 en las categorías de mejor dirección de arte y mejor diseño de vestuario.

## Argumento
Ana Leonowens (Jodie Foster) es una viuda que viaja a Siam junto con su hijo Louis (Tom Felton) para enseñar inglés a los hijos del rey Mongkut (Chow Yun-Fat). Ana tiene una fuerte personalidad, lo que agrada al Rey, quien quiere modernizar su país para mantenerlo a salvo de la amenaza del colonialismo; mientras protege muchas de las tradiciones que le dan a Siam una identidad única.
Ana se encuentra encantada con los hijos reales, especialmente con la princesa Fa-ying (Melissa Campbell). La niña se identifica con el espíritu de los monos juguetones que viven en los árboles del jardín real. Cuando la princesa contrae cólera, Ana es llamada a su cuarto para despedirse y llega justo cuando Fa-ying muere en las manos del rey. Ana y Mongkut lloran juntos. Más adelante, cuando el Rey observa a uno de los monos tomar sus lentes, como solía hacerlo su hija, él se consuela con la creencia de su reencarnación y la idea de que Fa-ying podía haber renacido como uno de sus amados animales.
Tuptim (Bai Ling), la nueva concubina favorita del Rey, estaba comprometida con otro hombre cuando fue traída a la corte. El Rey es generoso con ella, pero sin embargo Tuptim es infeliz y escapa disfrazada de hombre para ir al monasterio budista en el que entró su antiguo prometido, Khun Phra Balat (Sean Ghazi). Sin embargo, es rastreada y traída de vuelta a palacio, donde es encarcelada y golpeada junto con Balat. A pesar de que el Rey quiere evitar un castigo severo para la pareja, Ana interrumpe frente a toda la corte, insistiendo en que el Rey debe de ser misericordioso. Esto limita la habilidad del Rey para aligerar el castigo, ya que parecería que es permisivo debido a la insistencia de Ana. Tuptim y Balat son decapitados delante de toda la corte, a pesar de la creencia de que la sentencia es injusta.
Los aspectos políticos de la historia son completamente ficticios. Siam se encuentra sitiada por lo que parece ser un golpe de Estado financiado por británicos en contra del rey Mongkut, usando soldados birmanos. Mongkut envía a su hermano, el príncipe Pinklao, y a su consejero militar, el general Alak, a investigar.
Sin embargo, Alak resulta ser el hombre promotor del golpe y asesina a Pinklao. Alak abandona Siam y se dirige a Birmania, donde reúne sus tropas y se alista para invadir Siam y matar al Rey y a sus hijos.
Con la ayuda de Ana, el Rey esconde a sus hijos y esposas en un lugar seguro y se dirige a enfrentarse a Alak con los pocos soldados que tiene. Los soldados siameses colocan explosivos en un puente de madera sobre un cañón, mientras Alak y su ejército se aproximan. El Rey ordena a sus soldados quedarse atrás y cabalga hacia el puente solo. Alak toma dos soldados para confrontar al Rey.
Ana y su hijo orquestan un brillante engaño desde su escondite en el bosque. Louis utiliza su corno inglés para imitar el toque de carga, mientras Ana "ataca" el área con fuegos artificiales inofensivos. El truco parece funcionar, ya que los birmanos huyen pensando que el Rey ha traído soldados británicos. Alak trata de evitar su fuga gritando que "es un truco", pero sus esfuerzos resultan en vano. Alak queda solo, pero el Rey rehúsa a matarlo, diciendo que Alak debe de vivir avergonzado por lo que hizo. Cuando el Rey le da la espalda para volver a Siam, Alak coge un rifle y apunta hacia el Rey, pero los explosivos detonan, destruyendo el puente y a Alak.
Al final de la película, el rey baila por última vez con Ana y se da cuenta de que es posible para un hombre estar satisfecho con una sola mujer. Ana regresa a Inglaterra con su hijo y el hijo del rey asciende al trono y elimina la esclavitud en el reino.

## Reparto
| Actor               | Papel                                     |
| ------------------- | ----------------------------------------- |
| Jodie Foster        | Anna Leonowens                            |
| Chow Yun-Fat        | Rey Mongkut                               |
| Bai Ling            | Tuptim                                    |
| Tom Felton          | Louis Leonowens                           |
| Randall Duk Kim     | General Alak                              |
| Kay Siu Lim         | Príncipe Pinklao, hermano del rey Mongkut |
| Melissa Campbell    | Princesa Fa-Ying                          |
| Keith Chin          | Príncipe Chulalongkorn                    |
| Mano Maniam         | Moonshee, sirviente india de Leonowens    |
| Shanthini Venugopal | Beebe, sirviente india Leonowens          |
| Deanna Yusoff       | Reina Thiang, esposa principal            |
| Geoffrey Palmer     | Lord John Bradley                         |
| Anne Firbank        | Lady Bradley                              |
| Bill Stewart        | Mycroft Kincaid, East India Trading Co.   |
| Sean Ghazi          | Khun Phra Balat                           |
| Ramli Hassan        | Rey Chulalongkorn                         |

## Controversia
El filme implica un papel mucho más grande en el desarrollo de la nación tailandesa del que Anna Leonowens proclamó alguna vez. Aún más controvertida, la película sugiere un romance entre Anna y el Rey.
Un consejero tailandés fue contratado, al igual que muchos actores tailandeses. El guion sufrió cinco reescrituras en un esfuerzo por ganar la aprobación del gobierno tailandés. Sin embargo, el guion contenía varias inexactitudes, por lo que la producción tuvo que trasladarse a Ipoh y Penang (Malasia). El filme fue prohibido en Tailandia debido a sus distorsiones de la historia tailandesa y la representación inexacta del rey Mongkut, cuya memoria es reverenciada en el país. Sin embargo, copias piratas de la película entraron en el país y ha ganado seguidores.
La historia de Lady Tuptim y la de la mujer esclava La-ore a la que Anna quiere liberar, son repetidas de la versión anterior del filme y provienen de escrituras de la propia Anna Leonowens. La historia de Tuptim no forma parte de ningún registro histórico. Está basada en rumores del harén y, si ocurrió realmente, puede haber ocurrido antes de que Anna llegara a Siam o antes del reinado de Mongkut. De cualquier manera, la ley de Mongkut dejaba a las mujeres que eran infelices con la vida en el harén abandonarlo sin ninguna desgracia, siempre y cuando no tuvieran hijos.